# Hr.Ms. Friso (1915)
De Hr.Ms. Friso was een Nederlandse kanonneerboot van de Grunoklasse, gebouwd door de Rijkswerf uit Amsterdam. Bij de Nederlandse marine heeft nog een schip gediend met de naam Friso

## De Friso tijdens de Tweede Wereldoorlog
De Friso werd samen met het zusterschip de Brinio en de mijnenvegers de Abraham van der Hulst en de Pieter Florisz in de meidagen van 1940 toegevoegd aan het IJsselmeerflottielje, dat als doel had te voorkomen dat de Duitse strijdkrachten het IJsselmeer zouden oversteken. Op 12 mei 1940 kreeg de Friso de opdracht schepen in de haven van Stavoren te vernietigen. Tijdens de beschietingen van de haven van Stavoren werd een veerboot tot zinken gebracht en een vijandige batterij vernietigd. Toen de Friso dezelfde dag terugkeerde naar het aangewezen patrouillegebied werd het schip aangevallen door Duitse bommenwerpers. Hierdoor raakte De Friso zodanig beschadigd dat het schip slagzij maakte. Bij deze aanval kwamen drie bemanningsleden om het leven, de overige bemanningsleden werden door de Abraham van der Hulst gered.